# Karel Voolaid
Karel Voolaid (Koeru, 4 juli 1977) is een Estisch voetbalcoach en voormalig voetballer.
Voolaid speelde als middenvelder voornamelijk op lager niveau en kwam in twee periodes uit voor Paide Linnameeskond. Hij trainde bijna alle Estische nationale jeugdteams en was tevens assistent bij Flora Tallinn, het Finse TPS en Nõmme Kalju, waar hij ook kort interim hoofdtrainer was. In juli 2019 volgde Voolaid Martin Reim op als bondscoach van het Estisch voetbalelftal. Eind 2020 werd hij opgevolgd door Thomas Häberli.